# Perdizes
Perdizes este un oraș în Minas Gerais (MG), Brazilia.